# Nicolò Stizzìa
Nicolò Stizzìa (Paternò, 1540 – Cefalù, 17 febbraio 1595) è stato un vescovo cattolico, teologo e giurista italiano del XVI secolo.

## Biografia
Appartenente ad una nobile famiglia paternese, fu abate benedettino prima nel 1479 al monastero di Santa Maria di Nuovaluce e nel 1582 all'Abbazia di Santa Maria la Scala di Paternò.
Nel 1581 fu nominato giudice ordinario di Regia Monarchia e Apostolica Legazia di Sicilia dal sovrano Filippo II di Spagna.
Archimandrita di Messina e Barone della Terra di Savoca nel 1591, dal 1594 fu vescovo di Cefalù, ove morì un anno dopo.

## Genealogia episcopale
La genealogia episcopale è:
- Cardinale Scipione Rebiba
- Cardinale Giulio Antonio Santori
- Vescovo Nicolò Stizzìa